# Ингимаси
«Ингима́си» (ед.ч.: араб. انغماسي‎, мн.ч.: араб. انغماسيون‎), что на русский язык может быть переведено как «врывающиеся», «погружающиеся» — своеобразные отряды спецназа, используемые террористической группой Исламское государство.

## Происхождение названия
Название взято из сахих-хадисов, описывающих воинов, врывающихся в самую гущу и сражающихся вплоть до победы либо до смерти в бою. В сленге террористов используется в своём значении и отличается от других используемых слов, например «интихари» (ед. ч.: араб. انتحاري‎, мн. ч.: араб. انتحاريون‎), означающего простых самоубийц, или «истишхади» (ед. ч.: араб. استشهادي‎, мн. ч.: араб. استشهاديون‎), которое приклеилось к павшим в результате получения шахады в мученических боевых операциях самоподрыва (араб. عمليات استشهادية‎, амалийят истишхадийя).

## Тактика и снаряжение
Нападают небольшими группами, стремясь убить как можно больше солдат противника, в результате либо одержав победу, либо пав в бою, отступление в любом случае не дозволяется. Стандартное снаряжение — штурмовая винтовка, осколочная граната, пояс смертника, но, в отличие от истишхади, самоподрыв в гуще врага не является самоцелью как таковой, а используется лишь в случае безнадёжной ситуации (например, окружения, ранения и невозможности продолжить бой, истощения боеприпасов или возможного пленения). Так, террористы из группы, атаковавшей театр «Батаклан» во время теракта в Париже 13 ноября 2015 года, не успевшие погибнуть в перестрелке с полицией, активировали свои взрывные устройства.
В случае же успеха ингимаси не совершают самоподрыв, а завершают миссию и возвращаются на базу. Иногда ингимаси используют автомобили с дистанционным управлением, загруженные взрывчаткой, или же могут предварительно послать вперёд истишхади.

## Задачи
Задачи, возлагаемые на ингимаси, — захват особо важных объектов, населённых пунктов, ликвидация вражеских командиров, прореживание обороны врага для облегчения задачи простым боевикам, уничтожение военной техники. Операции носят точечный характер и планируются заранее. Также ингимаси водружают чёрный штандарт на отбитых объектах/территориях. Таким образом, ингимаси выступают как силы специальных операций Исламского государства.

## Примеры использования
Подразделения ингимаси часто используются боевиками Исламского государства в ходе войне в Сирии наряду с обычными террористами-смертниками. Но наиболее известны случаи применения отрядов ингимаси за пределами Сирии и Ирака во время террористических актов по всему миру.
Так, теракты в Париже 13 ноября 2015 года, в результате которых погибли 130 и были ранены 416 человек, были проведены несколькими мобильными отрядами ингимаси.
По мнению политолога и эксперта российского Центра изучения современного Афганистана Андрея Серенко, взрыв на Манчестер-Арене 22 мая 2017 года, унёсший жизни 22 человек, был произведён террористом-ингимаси.